# Oenanthe japonica
Oenanthe japonica är en flockblommig växtart som beskrevs av Takenoshin Nakai. Oenanthe japonica ingår i släktet stäkror, och familjen flockblommiga växter. Inga underarter finns listade i Catalogue of Life.